# Shakers

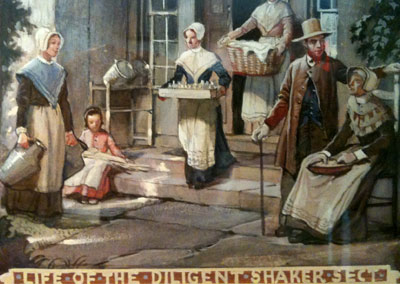
Vida da Seita Diligente Shaker

Shakers, ou também denominada Sociedade Unida dos Crentes na Segunda Aparição de Cristo, é uma seita religiosa cristã, milinarista, não trinitária, restauracionista, fundada aproximadamente em 1747, na Inglaterra,, a partir de uma cisão da uma comunidade Quaker. Eles eram conhecidos como "Shaking Quakers" por causa de seu comportamento frenético durante os cultos.
Com base nos ideais igualitários de seus integrantes, as mulheres assumiram papéis de liderança espiritual ao lado dos homens, incluindo líderes fundadoras como Jane Wardley, Ann Lee e Lucy Wright.
Em 1774, os Shakers iniciaram uma migração da Inglaterra para as colônias britânicas na América do Norte, inicialmente, com um assentamento em Watervliet, Nova Iorque (atual Colônia, no Condado de Albany (Nova Iorque)). Eles adotaram um estilo de vida utópico celibatário, comunitário, pacifista, com um culto carismático uniforme e de igualdade entre os sexos, que eles institucionalizaram em sua sociedade na década de 1780. Eles também são conhecidos por sua vida simples, por seu estilo arquitetônico, inovação tecnológica, música e móveis típicos.
Entre 1837 e meados de 1850, os passaram por um avivamento espiritual marcado por visões e experiências de êxtase entre os seguidores. Nesse período, expressaram suas revelações espirituais em canções, danças e desenhos.
Em meados do século XIX, chegaram a existir entre 2.000 e 4.000 shakers, que viviam em 18 grandes comunidades e outras diversas comunidades menores, sendo que muitas delas tiveram curta duração.
Mudanças sociais externas e internas, em meados e no final do século XIX, resultaram no enfraquecimento das comunidades Shakers. Nesse contexto, o número de integrantes que morriam ou abandonavam as comunidades, passou a ser superior ao número de novos integrantes. Desse modo, em 1920, havia apenas 12 comunidades shakers remanescentes nos Estados Unidos.
Um dos fatores que contribuiu para esse enfraquecimento foi o fato de que, sendo comunidades celibatárias, não tinham filhos e, com isso,  dependiam de novas conversões para continuar existindo. Para compensar a ausência de filhos, algumas comunidades acolhiam órfãos ou crianças de famílias carentes, mas poucos desses permaneciam nas comunidades após atingir a idade adulta. Outro aspecto, é que não fazem atividades para atrair novos adeptos e dificilmente aceitavam candidatos que procuram ingressar nas comunidades.
Em 2019, havia apenas uma comundade shaker ativa: Sabbathday Lake Shaker Village, no Estado do Maine, que tinha apenas dois integrantes. Muitas das instalações dos antigos assentamentos shakers foram convertidas em museus.